# Северни лемур бамбусар
Северни лемур бамбусар (лат. Hapalemur occidentalis) је врста примата из породице лемура (Lemuridae). 

## Распрострањење
Ареал врсте је ограничен на једну државу – Мадагаскар.

## Станиште
Станишта врсте су шуме и бамбусове шуме.

## Угроженост
Ова врста се сматра рањивом у погледу угрожености врсте од изумирања.